# Nordmarkhalle

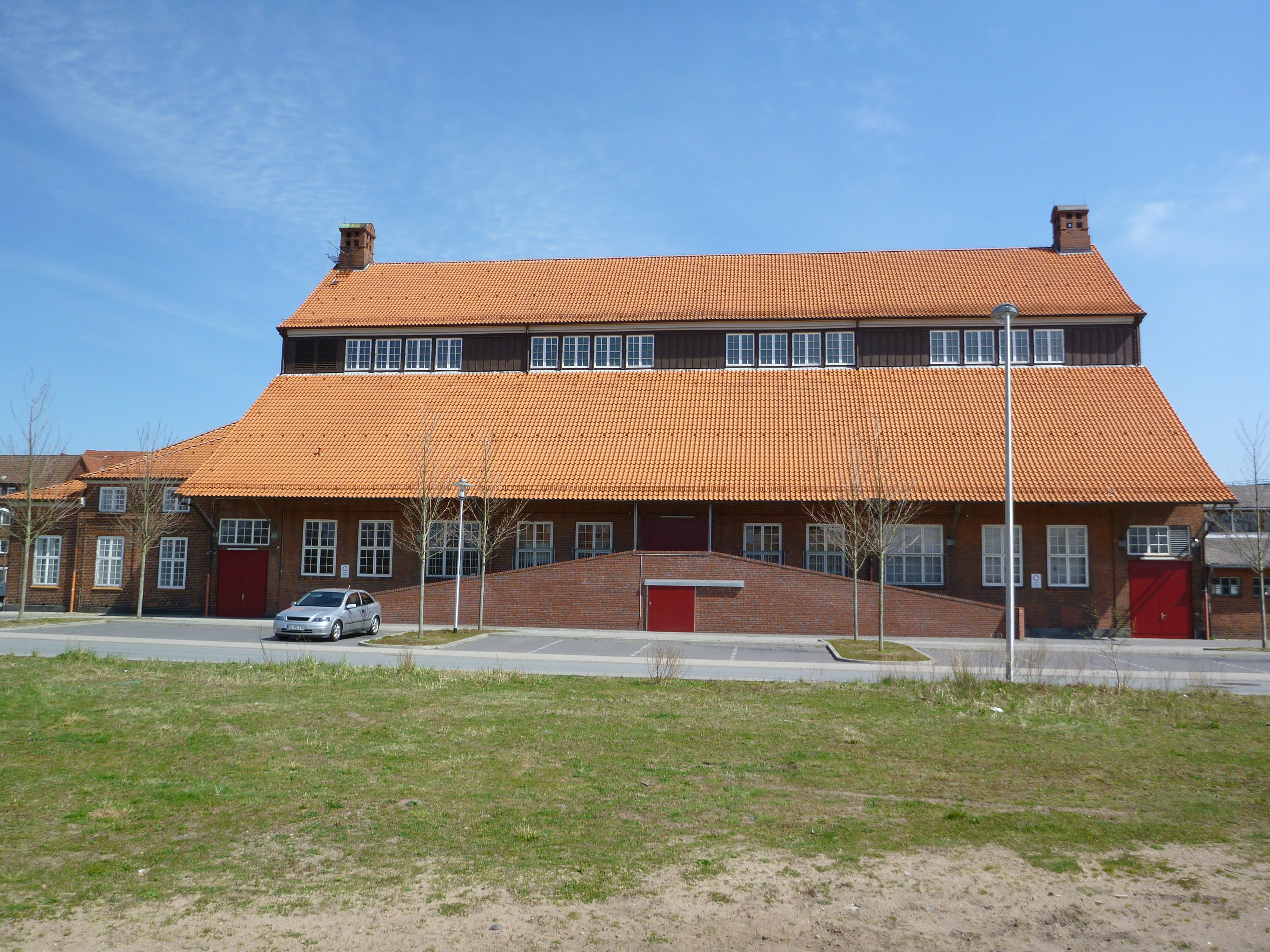
Nordmarkhalle von 1913 am Willy-Brandt-Platz 1 in Rendsburg (Foto 2013)

Die Nordmarkhalle ist ein denkmalgeschütztes Gebäude am Willy-Brandt-Platz in der Nähe des Rendsburger Bahnhofes, das am 9. August 1913 als städtische Viehhalle eingeweiht wurde. Weil die Halle anfangs Schauplatz von Viehauktionen war, wird sie im Volksmund auch Bullentempel genannt. Heute dient das Gebäude als Veranstaltungszentrum, in dem in der Markthalle unter der Trägerschaft der Stadt Rendsburg regelmäßig unter anderem Wochenmärkte, Antik- und Trödelmärkte, Fundsachenversteigerungen und in der Mehrzweckhalle im Obergeschoss Konzerte stattfinden. Zu den Räumlichkeiten gehören neben der Markthalle und dem Konzertraum, der bis zu 1700 Steh- und Sitzplätze umfasst, auch ein Galerie-Lokal für kleinere Veranstaltungen und im Untergeschoss ein Gastraum.
Von 1954 bis 1965 diente die Nordmarkhalle jährlichen Treffen der Hilfsgemeinschaft auf Gegenseitigkeit der Angehörigen der ehemaligen Waffen-SS, die nach öffentlichen Protesten, insbesondere der französischen Partnerstadt Rendsburgs, zunächst nach Osterrönfeld und später nach Husum verlegt wurden.
Aus Anlass des hundertjährigen Jubiläums der Nordmarkhalle im Jahr 2013 gab die Band Torfrock hier am 10. August 2013 ein Konzert. Auf dem Vorplatz werden zudem dreimal jährlich Jahrmärkte (Frühjahrs-, Sommer- und Herbstmarkt) abgehalten und Zirkusvorstellungen gegeben.